# Mátraszentimre
Mátraszentimre is een plaats (község) en gemeente in het Hongaarse comitaat Heves. Mátraszentimre telt 590 inwoners (2001).